# Dumfries Castle
Dumfries Castle ist eine abgegangene königliche Burg in Dumfries in der schottischen Council Area Dumfries and Galloway. Sie lag am Ufer des Flusses Nith in der Gegend des heutigen Castledykes Park.

## Geschichte
Eine Motte wurde dort im 12. Jahrhundert errichtet. Die Stadt Dumfries wurde 1186 von König Wilhelm dem Löwen als Royal Burgh installiert. Die Burg wurde 1214 in Stein neu erbaut und vergrößert. König Alexander III. besuchte die Burg 1264, um eine Expedition gegen die Insel Man zu planen. Robert de Brus, Lord of Annandale nahm die Burg 1286 ein. Während des Ersten Schottischen Unabhängigkeitskriegs wurde sie 1298 von den Engländern erobert. König Eduard I. von England weilte dort 1300. Robert Bruce eroberte Dumfries Castle 1306 kurzzeitig vom von den Engländern ernannten Konstabler, Richard Siward, zurück, doch sie fiel wenig später wieder an die Engländer. Erst im Februar 1313 übergab Dungal Macdowell, der in englischen Diensten stehende Konstabler, die Burg nach langer Belagerung wieder an Robert Bruce.
Laut der Royal Commission on the Ancient and Historical Monuments of Scotland ist man davon überzeugt, dass Dumfries Castle nach der Übergabe 1313 von den Schotten zerstört und nicht wieder aufgebaut wurde.